# Louis Seichter
Louis Seichter (* 21. März 1810 in Gera; † 24. Juni 1861 ebenda) war ein deutscher Jurist und Politiker.

## Leben
Seichter war der Sohn des Ratstürmers Philipp Seichter in Gera und dessen Ehefrau Johanne Christiane geborene Künzel. Er war evangelisch-lutherischer Konfession und heiratete am 15. Oktober 1837 in erster Ehe in Frankenthal Christiane Caroline Beyer (* 8. Juni 1815 in Gera; † 6. September 1859 ebenda), die Tochter des Bildhauers Carl Friedrich Beyer in Gera. Am 10. April 1860 heiratete er in Delitzsch in zweiter Ehe Louise Richter (* 2. März 1828 in Delitzsch), die Tochter des Magistrats-Registrators Johann Gottlob Richter in Delitzsch.
Seichter studierte Staats- und Rechtswissenschaften und war danach als Notar und Advokat in Gera tätig. 1837 erhielt er die Zulassung als Untergerichtsadvokat. Am 14. November 1848 wurde er Stadtrichter in Tanna. Ab 1850 war er stellvertretender Bürgermeister von Tanna. Später wurde er Gerichtsdirektor in Gera.
Vom 10. November 1851 bis zum 17. Juni 1854 war er Abgeordneter im Landtag Reuß jüngerer Linie. Zeitweise  war er dort stellvertretender Schriftführer.